# 北悬钩子
北悬钩子又名極地黑莓（学名：Rubus arcticus）为蔷薇科悬钩子属的植物。其种加词“arcticus”意为“北极的”。分布于朝鲜、北欧、俄罗斯、蒙古以及中国大陆的吉林、辽宁、黑龙江等地，生长于海拔1,200米的地区，多生于册坡、林下以及沟旁，目前尚未由人工引种栽培。